# Tiburcio Carías Andino

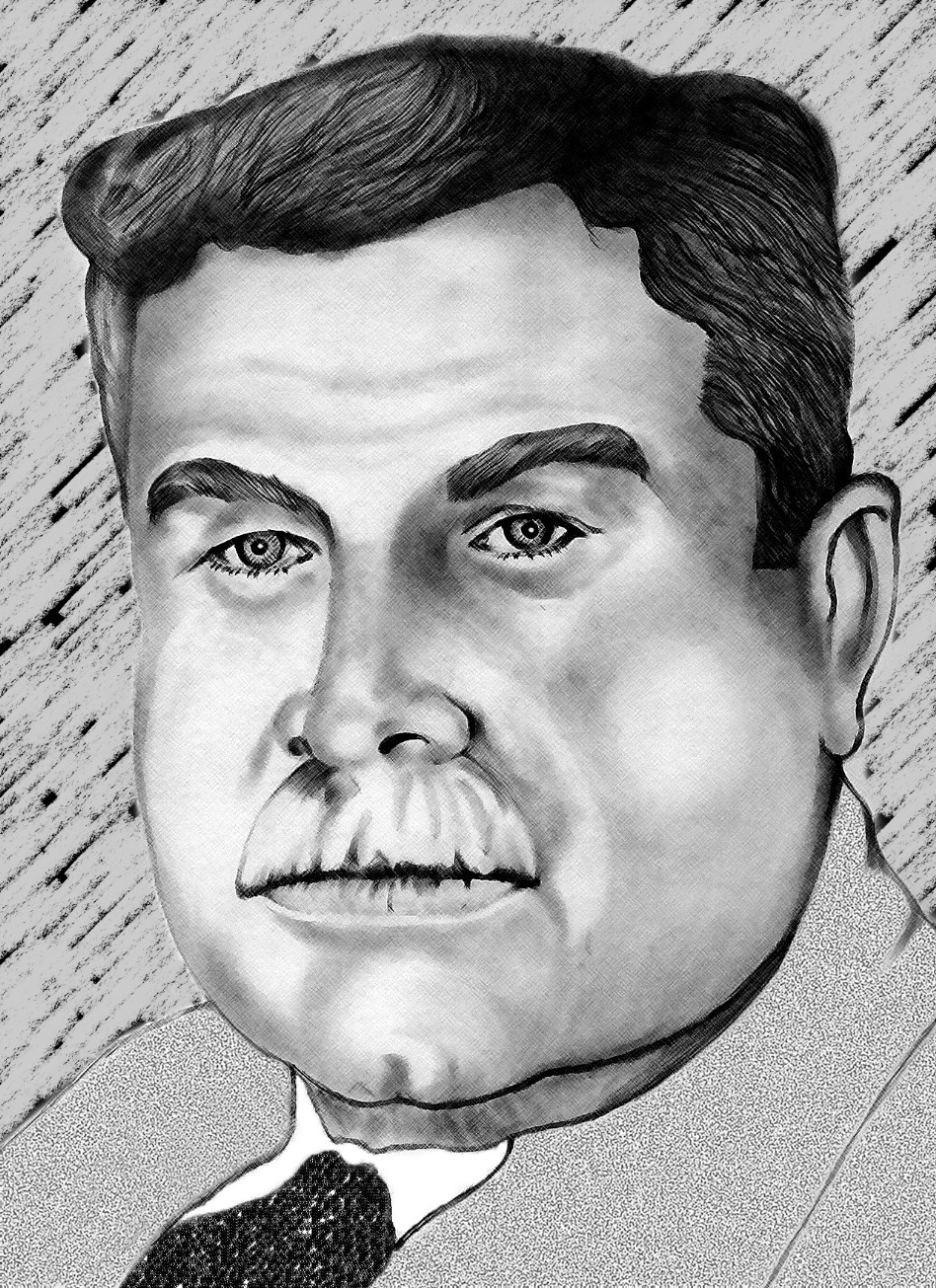
Tiburcio Carías Andino

Tiburcio Carías Andino (* 15. März 1876 in Tegucigalpa; † 23. Dezember 1969 ebenda) war 1924 sowie von  Februar 1933 bis Januar 1949  Präsident von Honduras.

## Leben

### Frühe Laufbahn
Seine Eltern waren Sara Andino de Carías und General Calixto Carías. Sein Bruder war Marcos Carías Andino. Tiburcio Carías Andino gründete 1918 die Partido Nacional de Honduras.
Er nahm an den Aufständen der Partido Liberal 1893, 1894 und 1903 teil. Während des Aufstandes gegen Manuel Bonilla von der Partido Conservador 1907, war er einer der Befehlshaber der Partido Liberal. Die mit nicaraguanischer Hilfe unter José Santos Zelaya an die Macht gebrachte Regierung der Partido Liberal von Miguel R. Dávila beförderte ihn zum General. Carías Andino kritisierte die diktatorische Herrschaft von Rafael López Gutiérrez. 1923 erhielt er bei der Präsidentschaftswahl die relative Stimmenmehrheit. Die Verfassung sah legt fest, dass der Präsident durch ein Gesetz des Parlamentes bestimmt wird. Am 1. Januar 1924 erklärte Rafael López Gutiérrez er würde vorläufig im Amt bleiben. Im Februar startete Tiburcio Carías Andino mit Unterstützung von USMC einen Aufstand gegen López Gutiérrez. Tegucigalpa wurde mit Flugzeugen bombardiert. Rafael López Gutiérrez starb am 10. März 1924. Ende April zog Tiburcio Carías Andino in Tegucigalpa ein und am 28. April 1924 wurde ein Friedensvertrag an Bord der Milwaukee vor der Küste von Amalapa im Departamento Valle unterzeichnet. 1924 errang bei Wahlen der Kandidat der Partido Nacional Miguel Paz Barahona die Präsidentschaft, welcher der Stellvertreter von Carías war. Paz Barahona regierte vom 1. Februar 1925 bis zum 1. Februar 1929. Carías regierte als starker Mann im Hintergrund. 1928 war Carías Kandidat der Partido Nacional, gewählt wurde der Kandidat der Partido Liberal Vicente Mejía Colindres.

### Diktatur 1933–1954
1932 erhielt Carías eine Stimmenmehrheit vor dem Kandidaten der Partido Liberal Ángel Zúñiga Huete. Carías trat sein Amt am 1. Februar 1933 an. Die Armee rebellierte und Carías erhielt Waffenhilfe aus El Salvador. Der Aufstand wurde niedergeschlagen. Bei Amtsantritt war die Wirtschaft von Honduras in einer Depression. Die Bananenplantagen waren von Pilzen befallen, welche 1935 am weitesten ausgedehnt war. 1937 wurde ein Fungizid eingesetzt und die Bananenproduktion wurde wieder gesteigert. Präsident Carías räumte US-Unternehmen wie United Fruit Coop. Vorzüge ein. Von der gesteigerten Bananenproduktion profitierten nahezu ausschließlich Plantageneigentümer und Geschäftsleute, während die Bevölkerung in den Bananenanbaugebieten den Fungiziden ausgesetzt war.

### Arbeits-, Sozial- und Bildungsgesetzgebung
Zu den unter der Herrschaft Andinos erlassenen Arbeits-, Sozial- und Bildungsgesetzen gehörten die Einführung einer Regelarbeitszeit von acht Stunden täglich, die Regelung der Erwerbstätigkeit von Frauen und Kindern, die Verpflichtung der Arbeitgeber zur Prävention und Entschädigung von Arbeitsunfällen, die Einführung eines gesetzlichen Erholungsurlaubs und die Erhöhung des Bildungsetats.

### Menschenrechtsverletzungen
Carías ließ die Presse zensieren, die Partido Comunista de Honduras verbieten und Oppositionelle verfolgen. So war Manuel Cálix Herrera politischer Verfolgung ausgesetzt; am 18. Februar 1932 wurde Juan Pablo Wainwright, der Führer des Bananenarbeiterstreiks 1930 in Honduras, in Guatemala durch Ubicos Soldaten ermordet.

### Wehretat
Der Wehretat hatte Priorität, es wurde eine Luftwaffe aufgestellt, 1934 eine Flugschule eröffnet, welche von US-Piloten geleitet wurde. Solderhöhungen schafften Sympathie bei den Soldaten, die bald seine letzte Stütze waren.

### Revolten der Partido Liberal
1935 gab es eine Revolte der Partido Liberal, der Aufstand wurde niedergeschlagen, die Leitung des Aufstands ging ins Exil. Als sie zurückwollte, drohte Carías, sie müssten erst für ihren Flug bezahlen. Auch 1936 und 1937 gab es Revolten, die unterdrückt wurden.

### Eigene Verfassung
1936 wurde von Seiten Carías eine verfassungsgebende Versammlung einberufen. In der neuen Verfassung war eine Wiederwahl der Präsidenten möglich und die Amtszeit des Präsidenten von vier auf sechs Jahre verlängert worden, es wurde die Todesstrafe wiedereingeführt, die Rechte der Legislative beschränkt. Die Partido Nacional de Honduras wurde zur Staatspartei von Honduras und Carías der Präsidentschaftskandidat. Der Einfluss der Partido Liberal schwand und gewählte Abgeordnete der Partido Liberal waren selten kritisch mit Carías. 1939 wurde Carías vom durch das von der Partido Nacíonal dominierten Parlament zum Präsidenten ernannt. 1943 bestimmte das Parlament die Präsidentschaft von Carías bis 1949.

### Regierungskabinett
- Stellvertreter: Abraham Williams Calderón
- Minister für Regierung, Justiz, Gesundheit und Wohlfahrt: Abraham Williams Calderón, Cecilio Colindres Zepeda.
- Außenminister:  Antonio Bermúdez Meza, Silverio Laínez, Carlos Laínez.
- Kriegs- und Luftfahrtminister: Juan Manuel Gálvez Durón, Leónidas Pineda M.
- Finanzminister: Armando Flores Fiallos, Julio Lozano Díaz, Urbano Quezada.
- Minister für öffentliche Bildung: Jesús María Rodríguez hijo, Angel G. Hernández.
- Minister für Entwicklung, Landwirtschaft und Arbeit: Salvador Aguirre, Medardo Zuñiga V.
- Botschafter von Herbert C. Hoover, Julius G. Lay 31. Mai 1930–17. März 1935
- Botschafter von Franklin D. Roosevelt, Leo J. Keena 19. Juli 1935–1. Mai 1937
- Botschafter von Franklin D. Roosevelt, John Draper Erwin 8. September 1937–27. April 1943
- Botschafter von Franklin D. Roosevelt, Paul C. Daniels  23. Juni 1947–30. Oktober 1947
- Botschafter von Harry S. Truman, Herbert S. Bursley 15. Mai 1948–12. Dezember 1950
- Botschafter von Harry S. Truman, John Draper Erwin 14. März 1951–28. Februar 1954

### Beziehung zu zentralamerikanischen Staaten
Während seiner Präsidentschaft pflegte Carías gute Beziehungen zu den anderen Diktatoren in Zentralamerika: General Jorge Ubico Castañeda von Guatemala, General Maximiliano Hernández Martínez von El Salvador und General Anastasio Somoza García von Nicaragua. Ubico half Carías beim Aufbau von Polizei- und Geheimdiensten. Die Beziehungen zu Somoza in Nicaragua waren dagegen wegen eines Grenzstreites etwas angespannt. Anders als in Guatemala und El Salvador hatte in Honduras 1944 eine Verschwörung von Offizieren keinen Erfolg und wurde niedergeschlagen.

### Nachfolge
Auf Anregung der US-Regierung wurden für 1948 Präsidentschaftswahlen angekündigt. Juan Manuel Gálvez  war der Präsidentschaftskandidat der Partido Nacional. Gálvez war seit 1933 Minister und ein treuer Anhänger von Carías. Die Partido Liberal stellte Angel Zúñiga Huete als Kandidaten auf, beschloss aber schließlich die Wahlen zu boykottieren. So gewann Gálvez die Wahlen ohne Gegenkandidaten. Carías ging davon aus, weiter im Hintergrund die Macht zu behalten. Gálvez wurde aber zunehmend unabhängig. Spätere Versuche von Carías, wieder an die Macht zu kommen, blieben erfolglos.
| Vorgänger               | Amt                                                      | Nachfolger         |
| ----------------------- | -------------------------------------------------------- | ------------------ |
| Vicente Mejia Colindres | Präsident von Honduras 1. Februar 1933–31. Dezember 1948 | Juan Manuel Gálvez |

| Personendaten    | Personendaten            |
| ---------------- | ------------------------ |
| NAME             | Carías Andino, Tiburcio  |
| KURZBESCHREIBUNG | honduranischer Präsident |
| GEBURTSDATUM     | 15. März 1876            |
| GEBURTSORT       | Tegucigalpa, Honduras    |
| STERBEDATUM      | 23. Dezember 1969        |
| STERBEORT        | Tegucigalpa, Honduras    |